# Time 'n' Place
Time 'n' Place è il secondo album in studio dei Kero Kero Bonito, pubblicato nel 2018. 

## Il disco
Primo album della formazione uscito per la Polyvinyl, Time 'n' Place presenta tre singoli già pubblicati in precedenza, ovvero Only Acting (già incluso nel loro EP TOTEP), Time Today e Make Believe, e segna un allontanamento dalle sonorità elettroniche e giocose degli esordi per abbracciare un mix di indie rock, shoegaze e dream pop.

## Tracce
Testi e musiche di Gus Lobban, eccetto dove indicato.
1. Outside – 1:51
2. Time Today – 2:11
3. Only Acting – 3:49
4. Flyway – 1:58
5. Dump – 3:01
6. Make Believe – 3:27 (Gus Lobban, Sarah Midori Perry)
7. Dear Future Self – 2:46
8. Visiting Hours – 2:25
9. If I'd Known – 2:43 (Gus Lobban, Jamie Bulled)
10. Sometimes – 2:01
11. Swimming – 3:19
12. Rest Stop – 3:22